# Данова, Чезаре
Че́за́ре Данова (итал. Cesare Danova; 1 марта 1926[…], Бергамо, Ломбардия — 19 марта 1992[…], Лос-Анджелес, Калифорния) — итальянский актёр. Наиболее известен по ролям в фильмах «Капитанская дочка», «Да здравствует Лас-Вегас!», «Злые улицы» и Комната ужасов

## Биография
Родился 1 марта 1926 года в Риме в семье австрийца и итальянки; после начала карьеры актёра в конце Второй мировой войны взял сценическое имя Данова. После австрийского фильма Дон Жуан (1955) эмигрировал в США. В 1956 году подписал контракт со студией Metro-Goldwyn-Mayer. Проходил кастинг на роль Бен-Гура в одноимённом фильме. Получил первый успех после роли Аполлодора Сицилийского в драме Джозефа Манкевича «Клеопатра» с Ричардом Бёртоном, Элизабет Тейлор и Рексом Харрисоном.
В изначальном сценарии, Данова должен был играть главную роль и составить трио любовников Клеопатры наряду с Цезарем и Марком Антонием. В итоговом сценарии роль была сокращена. Год спустя снялся в мюзикле «Да здравствует Лас-Вегас!» в роли соперника Элвиса Пресли на автогонки Гран-при. В 1967 году дебютировал на телевидение в сериале ABC TV Гориллы Гаррисона.

## Смерть
Умер 19 марта 1992 года в Лос-Анджелесе, Седарс-Синайский медицинский центр, после участия в заседании комитета по иностранным фильмам Академии кинематографических искусств и наук.

## Фильмография
| Год  |   | Русское название              | Оригинальное название               | Роль                  |
| ---- | - | ----------------------------- | ----------------------------------- | --------------------- |
| 1947 | ф | Капитанская дочка             | La figlia del capitano              | Пётр Гринёв           |
| 1951 | ф | Послание короля               | Correo del rey                      | Маркос де Мальта      |
| 1952 | ф | Три Пирата                    | I tre corsari                       | Энрико Вентимилья     |
| 1953 | ф | Иоланда, дочь Черного корсара | Jolanda, la figlia del corsaro nero | —                     |
| 1953 | ф | Пегая лошадка                 | Cavallina storna                    | Сандро                |
| 1954 | ф | Влюбленный Парис              | L'amante di Paride                  | рыцарь                |
| 1954 | ф | Учитель Дон Жуана             | Il maestro di Don Giovanni          | Раньеро               |
| 1961 | ф | Долина драконов               | Valley of the Dragons               | Гектор Сервадак       |
| 1963 | ф | Клеопатра                     | La figlia del capitano              | Аполлодор Сицилийский |
| 1964 | ф | Да здравствует Лас-Вегас!     | Viva Las Vegas                      | граф Элмо Манчини     |
| 1969 | ф | Че!                           | Che!                                | Рамон Вальдес         |
| 1973 | ф | Злые улицы                    | Mean Streets                        | Джованни Каппа        |
| 1978 | ф | Зверинец                      | National Lampoon's Animal House     | Кармен де Пасто       |

## Комментарии
1. ↑  В итальянском языке имя Че́заре произносится с ударением на первом слоге. Однако в русском языке встречаются два варианта — Че́заре и Чеза́ре. Вариант Чеза́ре рекомендуется в справочнике Р. С. Гиляревского и Б. А. Старостина «Иностранные имена и названия в русском тексте»[3]. Но при этом в более современном «Словаре собственных имен русского языка» Ф. Л. Агеенко это имя приводится с ударением на первом слоге[4].
2. ↑  Данные согласно некрологу Los Angeles Times[5]